# تیت کالا
تیت کالا (استونیایی: Tiit Kala؛ زادهٔ ۱۹ اوت ۱۹۵۴) سیاستمدار و نماینده مجلس اهل استونی است.